# Love Will Set You Free
«Love Will Set You Free» — баллада британского эстрадного певца Энгельберта Хампердинка, представляющая страну на музыкальном конкурсе Евровидение 2012. Авторами песни являются шведский продюсер Мартин Терефе и лауреат премии Ivor Novello Awards Саша Скарбек.

## Информация о песне
Информация о том, что Энгельберт Хампердинк будет представлять Великобританию на Евровидении 2012 появилась на BBC 19 марта 2012 года, в день окончания срока объявления претендентов. В тот же день на YouTube появился видеоклип «Love Will Set You Free».
Сингл «Love Will Set You Free» был выпущен в продажу на iTunes 6 мая 2012 года. Помимо конкурсной песни он включает в себя композиции «Too Beautiful to Last» и «My Way»..
Великобритания входит в состав стран большой пятёрки, которые сразу начинают выступления с финала. Энгельберт Хампердинк выступит 26 мая 2012 года, где ему по жеребьёвке достался 1 номер по порядку выступления конкурсантов. Вместе с ним на сцену выйдет гитарист Джеймс Брайан; подготовкой концертного номера занималась хореограф-постановщик Арлин Филлипс.

## Список композиций
| №  | Название                 | Длительность |
| -- | ------------------------ | ------------ |
| 1. | «Love Will Set You Free» | 2:58         |
| 2. | «Too Beautiful to Last»  | 3:11         |
| 3. | «My Way»                 | 3:54         |

## Позиции в чартах
| Чарт (2012)                                | Наивысшая позиция |
| ------------------------------------------ | ----------------- |
| Бельгия/Фландрия (Ultratip Bubbling Under) | 77                |
| Великобритания (OCC UK Indie)              | 3                 |
| Великобритания (OCC UK Singles)            | 64                |

## Хронология релизов
| Страна         | Дата       | Формат               | Лейбл    |
| -------------- | ---------- | -------------------- | -------- |
| Великобритания | 6 мая 2012 | цифровая дистрибуция | Conehead |